# Неандерталь

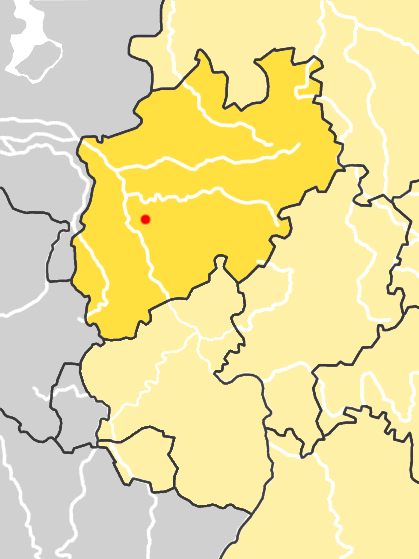
Місцезнаходження долини на мапі Німеччини

51°13′34″ пн. ш. 6°57′04″ сх. д. / 51.226129° пн. ш. 6.951058° сх. д.
Неандерталь (нім. Neandertal) — переважно необроблювана долина над річкою Дюссель на територіях, що належать до міст Еркрат і Меттман, приблизно в 10 кілометрах на схід від Дюссельдорфа. У 1856 році район став відомий завдяки знахідці черепа одного з представників роду людини, названого пізніше неандертальцем.

## Етимологія

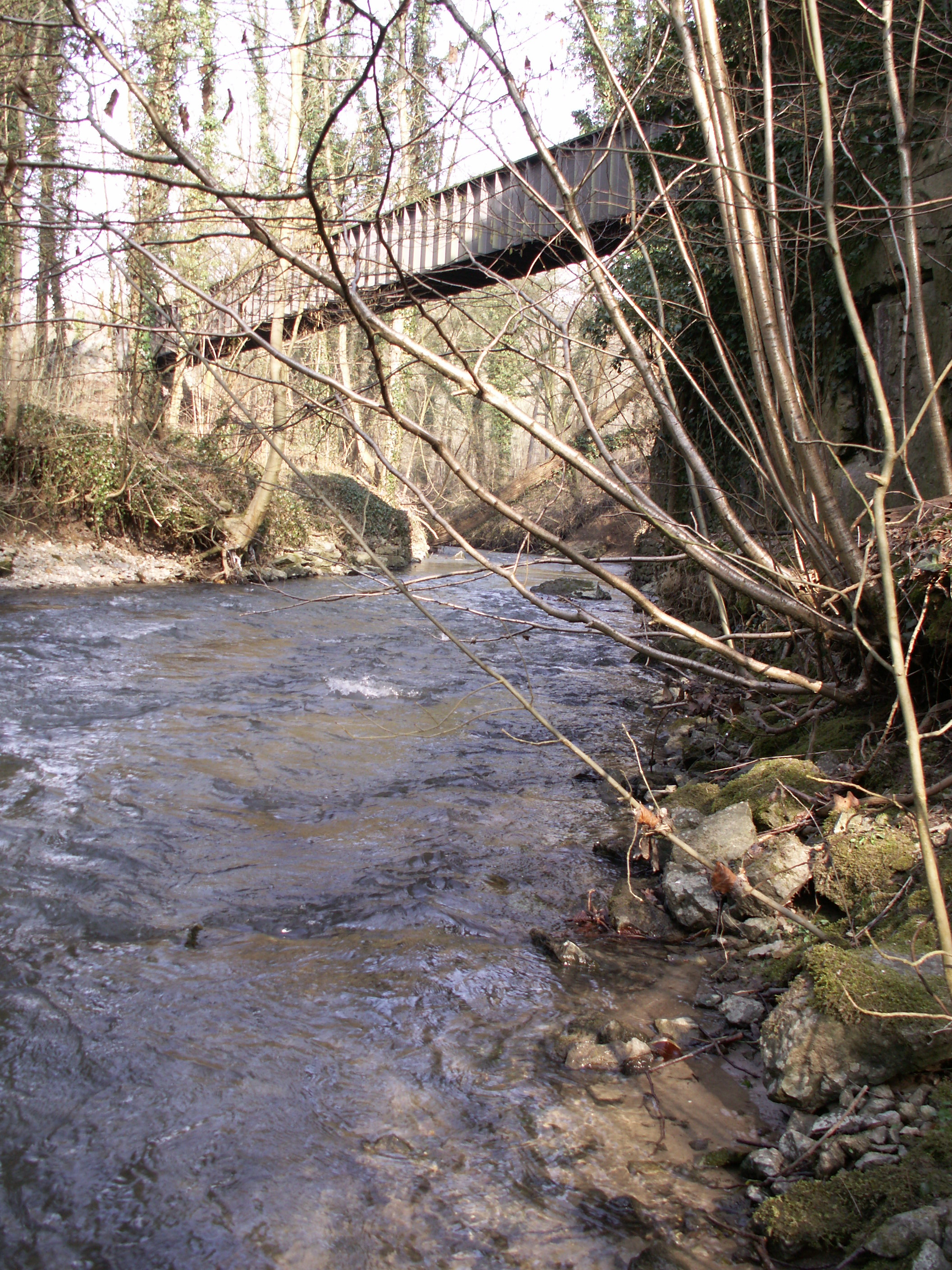
Річка Дюссель у місці знахідки неандертальця

Долину було названо на честь церковного композитора і пастора Йоахіма Неандера (з нім. Neandertal, досл. «долина Неандера»), який любив цю долину і присвятив їй кілька своїх пісень. Долину названо так на початку ХІХ століття, раніше називали її просто «Die Gesteine» («Скелі») або «Das Hundsklipp» («Собачі урвиська»).
Первісна долина була прорізана річкою у вапняковій ущелині з численними печерами. В одній з маленьких печер, названій на честь певного Хофера, власника прилеглої ферми «Фельдхофер Гротт», в середині ХІХ століття було зроблено значне археологічне відкриття. У світовій літературі це місцезнаходження так і називається — «Фельдхофер Гротт».
Створений в 1921 р. на площі 223 га резерват природи є найстарішим у всій Німеччині.

## Історія відкриття неандертальця
Кістки було знайдено неподалік від входу на глибині всього півметра, в той час як загальний шар глинистого заповнення не перевищував півтора метра. Вони лежали на одній глибині й на порівняно обмеженому просторі. Мабуть, скелет, накритий глиною, намитою водою, зберіг первісний стан, в якому померлий опинився в момент загибелі або поховання. Найближче до виходу з грота знаходилася черепна кришка. Ймовірно, тіло померлого лежало вздовж камери грота, а не поперек неї.

Помічник Чарлза Лайеля, ірландський антрополог Вільям Кінг, дотримувався думки, що людина з Неандерталя є представником особливого типу людей, мабуть, досить широко поширених у свій час в Європі. Він наважився виділити цю істоту в особливий вид. На відміну від Homo sapiens, людини розумної, він назвав його Homo neanderthalensis — людина неандертальська.

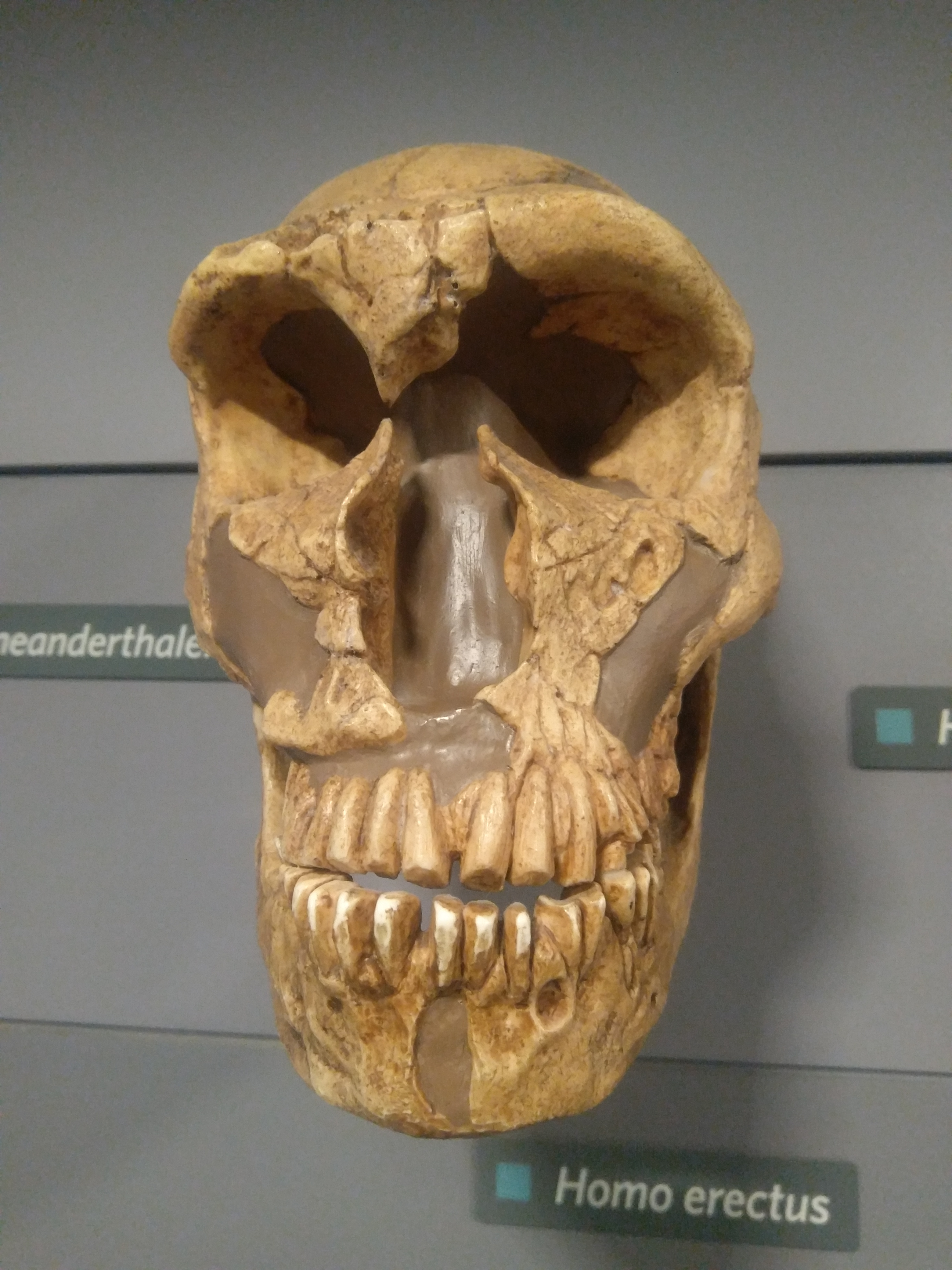
Череп неандертальця

У 1866 році бельгійський геолог Дюпон почав розкопки печери Троу-де-ла-Нолетт, яка розташовується на лівому березі річки Лайзи біля міста Динанта. В не порушених підземними переміщеннями шарах печери, де часто зустрічалися примітивні кам'яні знаряддя і кістки давно вимерлих тварин, йому пощастило виявити ікло, ліктьову кістку і великий уламок нижньої щелепи людини.
Вивченням щелепи, знайденої Дюпоном, займався спочатку Прюнер-Бей, той, що заявив свого часу, ніби череп з Неандерталя належав древньому кельту, та до того ж ідіоту. Цього разу, людська щелепа з мавпячими особливостями була знайдена в ході бездоганно проведених розкопок, в точно зафіксованому шарі, який датується льодовиковою епохою.
Французький натураліст Гамі виявів, що черепна кришка з Неандерталя з її збігаючим чолом і масивними надочноямковими валиками та щелепа з Троу-де-ла-Нолетт, позбавлена підборідкового виступу, являють собою залишки черепа людини «однієї, так би мовити, раси», що жила в печерах Європи в льодовикові часи. Тобто є одним видом і цим видом є Homo neanderthalensis.